# Павловская, Катажина
Катажина Павловская (пол. Katarzyna Pawłowska, род. 16 августа 1989, Пшигодзице, Великопольское воеводство) — польская профессиональная шоссейная и трековая велогонщица.

## Карьера
Катажина Павловская выступала за сборную Польши в шоссейной гонке на летних Олимпийских играх 2012 года, заняв 11-е место.
В 2012 году она выиграла Чемпионат Польши по шоссейному велоспорту. В 2012 и 2013 годах она выиграла титул чемпионки мира в скрэтче, а в 2016 году — в гонке по очкам. В 2015 году она также стала чемпионкой Европы в гонке по очкам.
В 2016 году Катажина Павловская выиграла первый и второй этапы Тура Ардеш.
В 2017 году она выиграла индивидуальную гонку чемпионата Польши. На чемпионате Европы по шоссейному велоспорту Катажина Павловская была в решающем отрыве, но попала в аварию. На Туре Ардеш она выступала в майке сборной Польши. Как и в предыдущем году, она выиграла первые два этапа в спринте.
В последнее время выступала за бельгийскую любительскую команду Illi-Bikes Cycling Team.

## Достижения

### Трек

#### Чемпионат мира
Копенгаген 2010
- 12-я в командной гонке преследования

Апелдорн 2011
- 14-я в командной гонке преследования

Мельбурн 2012
- Чемпионка мира в скрэтче[англ.]
- 8-я в гонке по очкам
- 15-я в индивидуальной гонке преследования

Минск 2013
- Чемпионка мира в скрэтче[англ.]
- 4-я в омниуме
- 4-я в командной гонке преследования

Кали 2014
- Серебряный медалист в скрэтче
- 4-я в командной гонке преследования
- 6-я в омниуме

Сэн-Кентен-эн-Ивелин 2015
- 10-я в командной гонке преследования
- 16-я в скретче
- 17-я в гонке по очкам

Лондон 2016
- Чемпионка мира в гонке по очкам[англ.]
- 7-я в командной гонке преследования

Апелдорн 2018
- 8-я в командной гонке преследования[12]
- 18-я в гонке по очкам[13]

#### Кубок мира
2012—2013
- гонка преследования
- гонка по очкам

2013—2014
- омниум

2014—2015
- 3-я в скрэтче

#### Чемпионат Европы
| Соревнование              | Индивидуальная гонка преследования | Командная гонка преследования | Гонка по очкам | Омниум |
| Анадия 2011 (до 23 лет)   | Серебро                            | Серебро                       | Бронза         |        |
| Апелдорн 2011             |                                    |                               | Серебро        |        |
| Паневежис 2012            |                                    | Серебро                       |                | Бронза |
| Апелдорн 2013             |                                    | Серебро                       |                |        |
| Гренхен 2015              |                                    |                               | Золото         |        |
| Сэн-Кентен-эн-Ивелин 2016 |                                    | Серебро                       | Бронза         |        |
| Берлин 2017               |                                    | Бронза                        |                |        |

#### Европейские игры
| Соревнование | Командная гонка преследования |
| Минск 2019   | Бронза                        |

#### Чемпионат Польши
2010
- Чемпионка Польши в гонке по очкам[фр.]

2011
- Чемпионка Польши в гонке по очкам

2012
- Чемпионка Польши в индивидуальной гонке преследования
- Чемпионка Польши в гонке по очкам
- Чемпионка Польши в скретче
- Чемпионка Польши в омниуме

2013
- Чемпионка Польши в индивидуальной гонке преследования
- Чемпионка Польши в омниуме

2017
- Чемпионка Польши в омниуме

### Шоссе

#### По годам
2009
3-я на Чемпионате Польши — индивидуальная гонка
2012
 Чемпионат Польши — групповая гонка
2013
 Чемпионат Польши — индивидуальная гонка
3-й этап Тура Бретани
Тур Лимузена
Генеральная классификация
3-й и 4-й этапы
3-я на Чемпионате Польши — групповая гонка
3-я на Гран-при Гатино
2014
2-я на Чемпионате Польши — индивидуальная гонка
3-я на Опен Воргорда TTT
2015
 Чемпионат мира — командная гонка
3-я на Опен Воргорда TTT
3-я на Чемпионате Польши — групповая гонка
2016
Опен Воргорда TTT
1-й и 2-й этапы Тура Ардеш
2-я на Чемпионате Польши — индивидуальная гонка
8-я на Чемпионате Европы — индивидуальная гонка
9-я на Чемпионате мира — индивидуальная гонка
2017
 Чемпионат Польш — индивидуальная гонка
1-й и 2-й этапы Тура Ардеш
7-я на Чемпионате Европы — индивидуальная гонка
2018
2-я на Чемпионате Польши — индивидуальная гонка
2019
 Всемирные военные игры — индивидуальная гонка
 Всемирные военные игры — командная гонка

#### Статистика выступления наГранд-турах
| Гонка / Год | 2014 | 2015 |
| ----------- | ---- | ---- |
| Джиро Роза  | 32   | 64   |

## Рейтинги
| Год                 | 2009  | 2010 | 2011  | 2012 | 2013 | 2014  | 2015  | 2016 | 2017  | 2018  |
| ------------------- | ----- | ---- | ----- | ---- | ---- | ----- | ----- | ---- | ----- | ----- |
| Мировой рейтинг UCI | 346-й | -    | 354-й | 80-й | 23-й | 112-й | 227-й | 77-й | 121-й | 173-й |
| Мировой тур UCI     |       |      |       |      |      |       |       | 82-й | -     | 139-й |
|                     |       |      |       |      |      |       |       |      |       |       |
| Источник: UCI       |       |      |       |      |      |       |       |      |       |       |

## Награды
- Спортсмен года в Польше: 2014